# Мостин, Фрэнсис
Его Высокопреосвященство Фрэнсис Мостин (англ. Francis Edward Joseph Mostyn, 6.08.1860 г., Уэльс — 25.10.1939 г., Кардифф, Великобритания) — католический прелат, викарий апостольского викариата Уэльса, первый епископ Меневии, архиепископ Кардиффа.

## Биография
Фрэнсис Мостин родился 6 августа 1860 года в Уэльсе. 14 сентября 1884 года был рукоположён в священника.
4 июля 1895 года Римский папа Лев XIII назначил Фрэнсиса Мостина титулярным епископом Аскалона и викарием апостольского викариата Уэльса. 14 сентября 1895 года Фрэнсис Мостин был рукоположён в епископа.
14 мая 1898 года Фрэнсис Мостин был назначен ординарием епархии Меневии.
7 марта 1921 года Фрэнсис Мостин был назначен ординарием архиепархии Кардиффа.
Умер 25 октября 1939 года.